# Casa Nórdica (Islas Feroe)

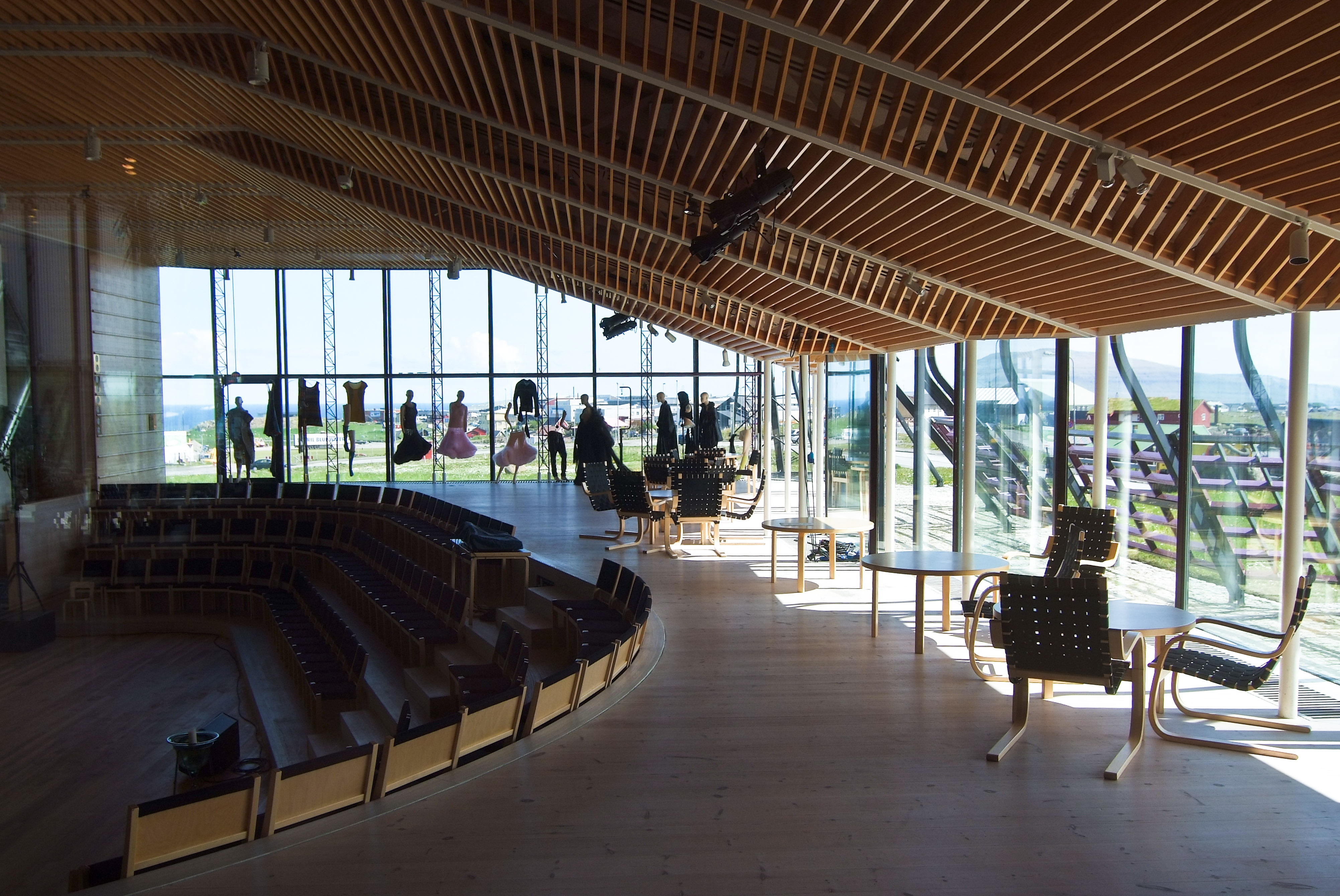
Sala Klingran.

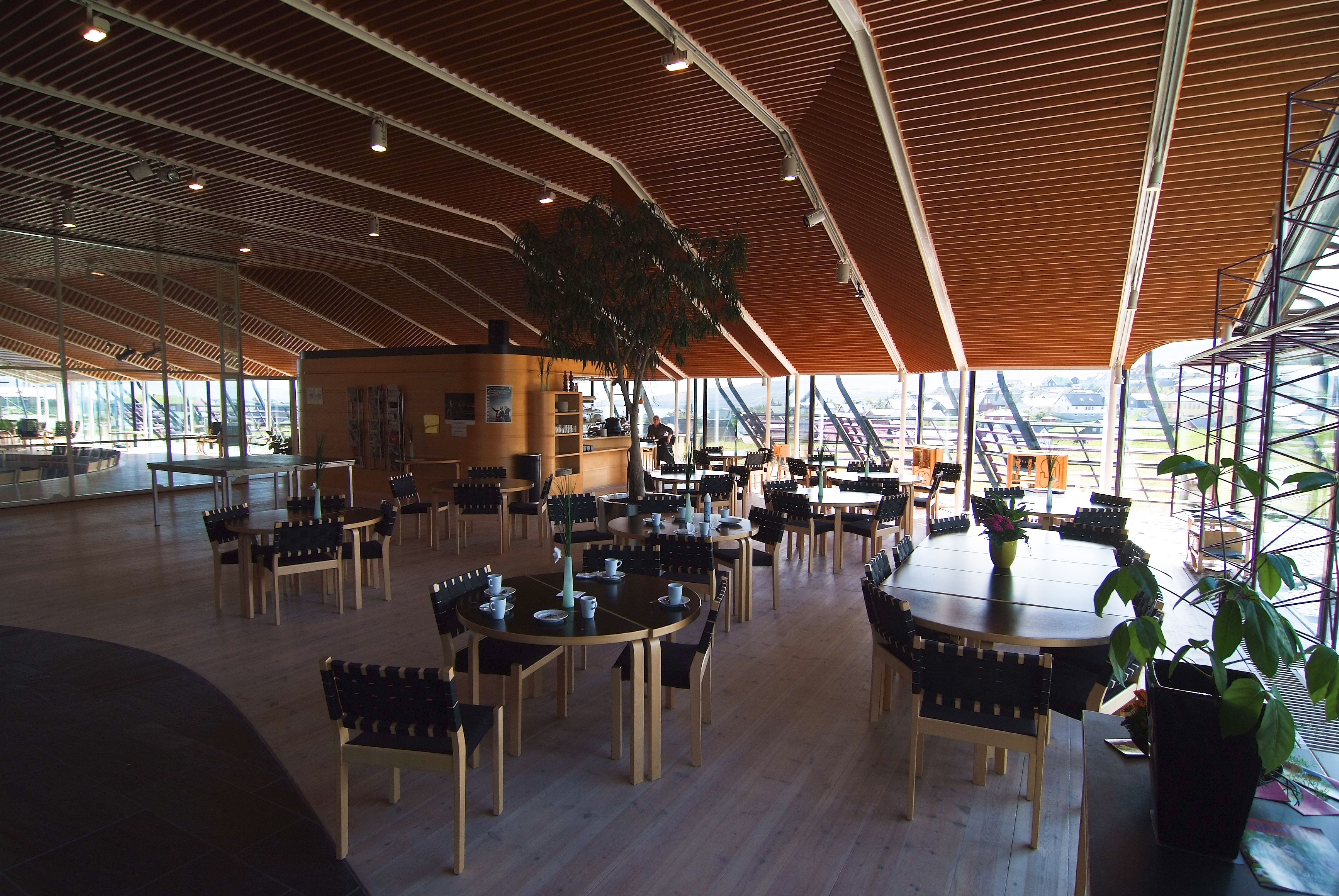
Restaurante frente al vestíbulo.

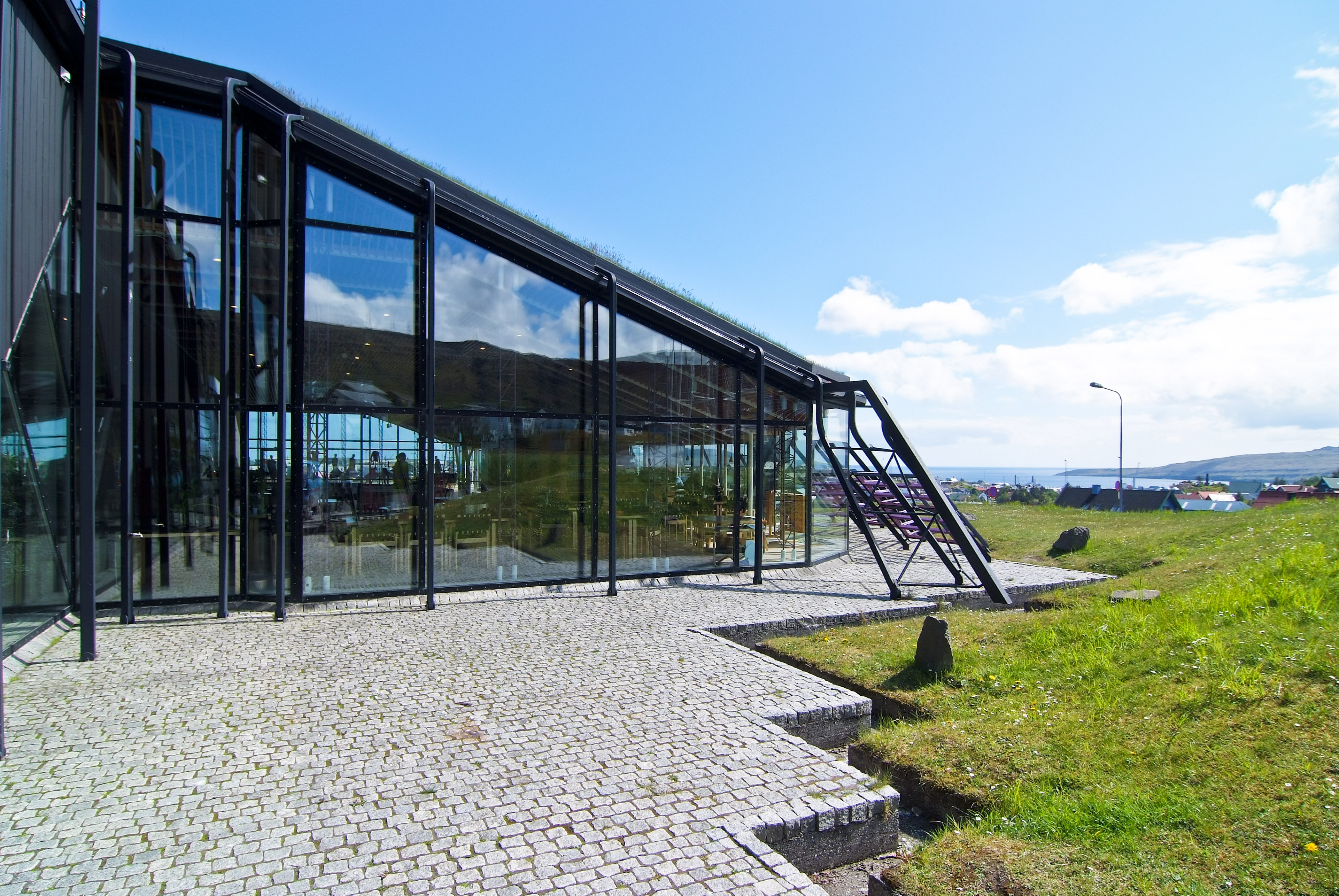
Exterior de la Casa.

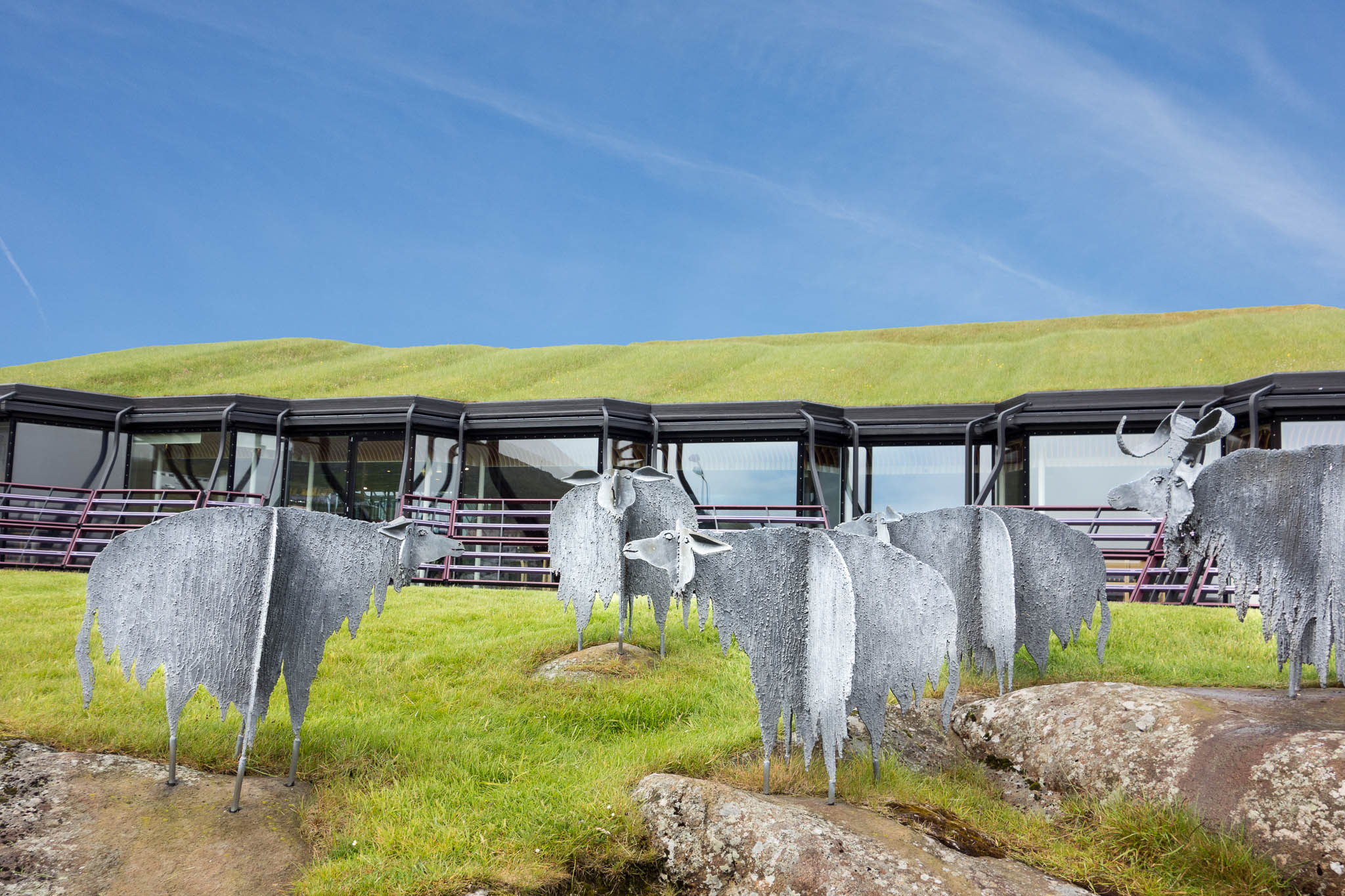
Esculturas de Carneros, animal emblemático de las islas.

La Casa Nórdica (en feroés: Norðurlandahúsið) es una institución cultural inaugurada el 8 de mayo de 1983, gestionada por el Consejo Nórdico y dirigida por el presidente de turno del Consejo Nórdico de Ministros. Su objetivo es fomentar y apoyar las conexiones culturales entre las Islas Feroe y los demás países nórdicos.

## Historia
Erlendur Patursson (1913-1986), miembro feroés del Consejo Nórdico, propuso la idea de una casa cultural nórdica en las Islas Feroe. En 1977 se realizó un concurso en el que participaron 158 arquitectos. Los ganadores fueron Ola Steen de Noruega y Kollbrún Ragnarsdóttir de Islandia.
Al mantenerse fieles al folklore, los arquitectos construyeron la Casa Nórdica simulando una colina de elfos. La Casa Nórdica está dirigida por un comité directivo de 8, de los cuales 3 son feroeses y 5 de los demás países nórdicos. También hay un órgano asesor local de 15 miembros, que representan a las organizaciones culturales feroesas. Durante un período de 4 años, el comité directivo nombra a un director de la casa, la actual directora es la noruega Gunn Hernes desde 2018.

## Arquitectura
"La combinación de un centro cultural nacional y un centro para impactar la cultura entre las Islas Feroe y otros países nórdicos" fue el resumen para Ola Steen, quien diseñó la Casa Nórdica.
En concepto, es verde con puntales de acero para proporcionar estabilidad contra la tensión que producen los fuertes vientos al techo cubierto de césped de 2000 m² (una referencia a las casas de césped islandesas). Dentro del edificio hay un gran espacio en el vestíbulo que puede albergar una serie de actividades simultáneas, hay una cafetería y un anfiteatro empotrado donde se organizan exposiciones y eventos culturales. Las áreas públicas se pueden subdividir o combinar con elementos definitorios de luz, sonido y espacio.
Todas las habitaciones están iluminadas por el día, excepto la sala de 800 m², que se puede abrir al anfiteatro y al vestíbulo, ya que la pared del extremo oeste consta de elementos móviles. El elemento de soporte principal en la estructura es un alto muro de hormigón colado en el gran salón. El gran tramo de estructura de acero que sale de esta pared da espacio en el vestíbulo para las escaleras y rampas orgánicas con varias plantas y arbustos.

## Materiales
De forma simbólica, los materiales utilizados en su construcción provienen de toda Escandinavia. En el vestíbulo y en las rampas hay pizarra noruega de Gudbrandsdalen, los pisos de madera son de pino sueco, Los techos de la sala y el anfiteatro son de fresno danés, y todas las puertas y muebles chapados son de abedul finés, con accesorios de latón danés. Los materiales exteriores se originaron o produjeron en las Islas Feroe, excepto las fachadas de vidrio y aluminio anodizado, que son danesas. Como dato adicional, la mayoría de los muebles son diseños del reconocido arquitecto finés Alvar Aalto.
En 2008, la Casa Nórdica celebró su 25 aniversario y la apertura de una adición al edificio. Una nueva sala grande para exposiciones, conciertos y conferencias y tres salas más pequeñas para seminarios y reuniones. 

## Algunos eventos
- North Atlantic Music Event (bienal de conciertos)
- Prix Føroyar 1995-2005 (concurso bienal de música)
- El Concierto de Año Nuevo (con la Orquesta Sinfónica feroesa)
- La Sommerexhibition (presenta artistas feroeses)